# Лазука, Богдан
Богдан Лазука (пол. Bohdan Łazuka или Bogdan Łazuka; род. 31 октября 1938) — польский актёр театра, кино, телевидения и кабаре; также певец.

## Биография
Богдан Лазука родился в Люблине. Актёрское образование получил в Государственной высшей театральной школе (теперь Театральная академия им. А. Зельверовича) в Варшаве, которую окончил в 1961 году. Ученик Людвика Семполинского и Казимежа Рудзкого. Дебютировал в Современном театре в Варшаве в 1960. Актёр театров в Варшаве. Выступает также в спектаклях «театра телевидения» (с 1961 года); играл роли в «Кабаре джентльменов в возрасте».

## Избранная фильмография
- 1958 — Пан Анатоль ищет миллион / Pan Anatol szuka miliona
- 1959 — Профессор / Pan Profesor. Monografia raczej żartobliwa[2]
- 1962 — Завтра премьера / Jutro premiera
- 1963 — Новогоднее приключение / Przygoda noworoczna
- 1964 — Прерванный полёт / Przerwany lot
- 1964 — Вернись, Беата! / Beata
- 1965 — Капитан Сова идёт по следу / Kapitan Sowa na tropie (только во 2-й серии)
- 1965–1966 — Домашняя война / Wojna domowa (в 7-й и 15-й серии)
- 1966 — Брак по расчёту / Małżeństwo z rozsądku
- 1966 — Давай любить сиренки / Kochajmy syrenki
- 1968 — Приключение с песенкой / Przygoda z piosenką
- 1970 — Дятел / Dzięcioł
- 1971 — Не люблю понедельник / Nie lubię poniedziałku
- 1971 — Кудесник за рулём / Motodrama
- 1972 — Разыскиваемый, разыскиваемая / Poszukiwany, poszukiwana
- 1972 — Цветок папоротника / Kwiat paproci
- 1974 — Нет розы без огня / Nie ma róży bez ognia
- 1975–1977 — Сорокалетний / 40-latek (во 8-й и 18-й серии)
- 1976 — Я — мотылёк, или Роман сорокалетнего / Motylem jestem, czyli romans 40-latka
- 1976 — Брюнет вечерней порой / Brunet wieczorową porą
- 1978 — Хэлло, Шпицбрудка / Hallo Szpicbródka
- 1980 — Карьера Никодима Дызмы / Kariera Nikodema Dyzmy (в 3-й и 4-й серии)
- 1982 — Алиса / Alice

## Признание
- 1977 — Серебряный Крест Заслуги.
- 1979 — Заслуженный деятель культуры Польши[3].
- 1985 — Медаль «40-летие Народной Польши».
- 2001 — Кавалерский крест Ордена Возрождения Польши.
- 2013 — Золотая медаль «За заслуги в культуре Gloria Artis».